# Valtatie 12

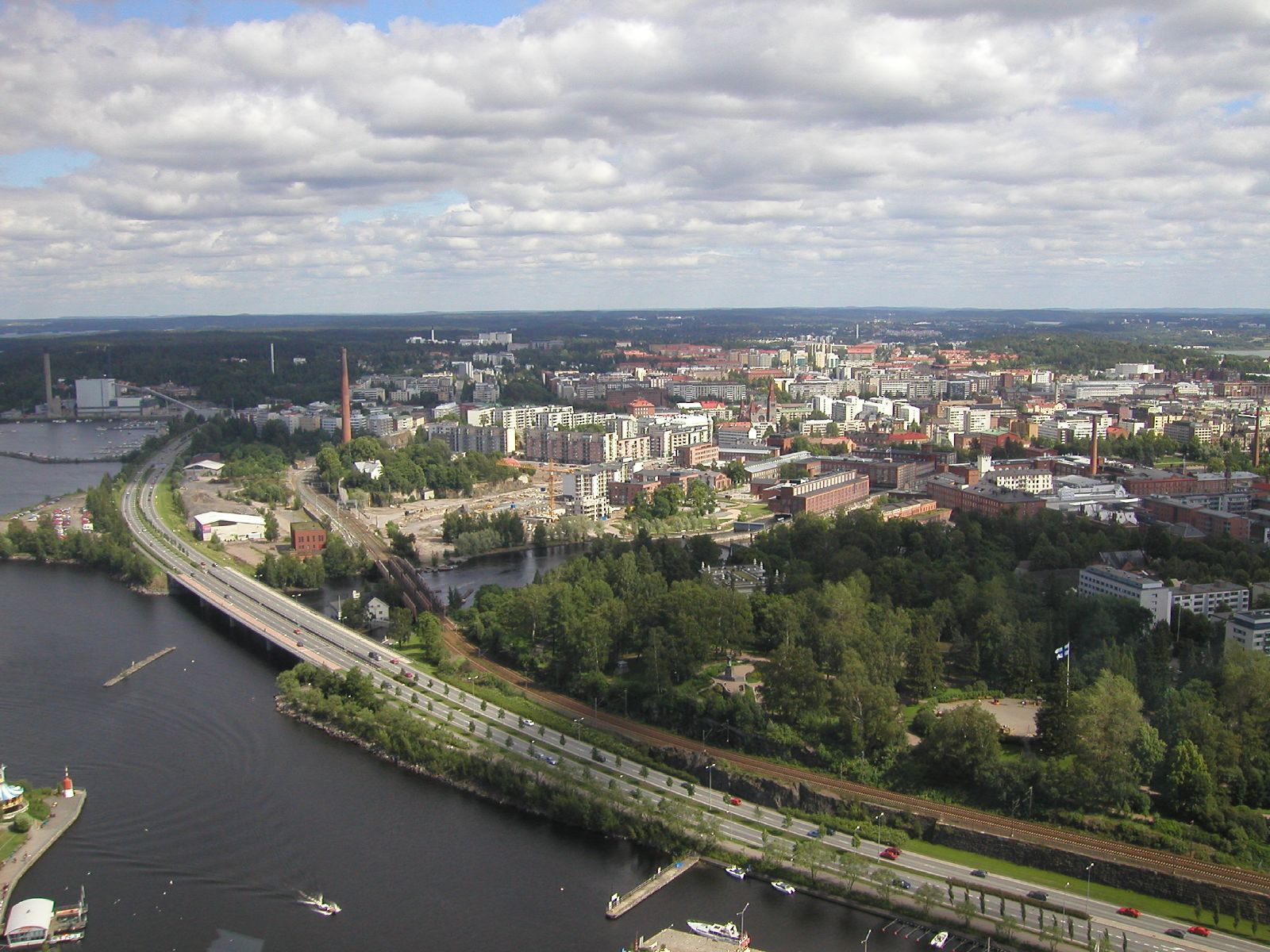
La Valtatie 12 nella città di Tampere, con vista del Näsinneula

La Valtatie 12 (in svedese Riksväg 12) è un'importante strada statale finlandese. Ha inizio a Rauma e si dirige verso est dove si conclude dopo 339 km nei pressi di Kouvola.

## Percorso
La Valtatie 12 tocca i comuni di Eura, Köyliö, Kokemäki, Huittinen, Sastamala, Nokia, Tampere, Kangasala, Pälkäne, Hämeenlinna, Hämeenkoski, Hollola, Lahti, Nastola, Orimattila, nuovamente Nastola e Iitti.